# Jimmy Dorsey
James "Jimmy" Dorsey (29. února 1904 – 12. června 1957) byl americký klarinetista, saxofonista a skladatel. Složil dva popové standardy "I'm Glad There Is You (In This World of Ordinary People)" a "It's The Dreamer In Me".
Jimmy Dorsey je starší bratr Tommy Dorseyho.
Jeho verze písně "Amapola (Pretty Little Poppy)" se umístila na #1 místo popového žebříčku Billboard.

## Vybraná diskografie
- The Radio Years (1935)
- Mostly (1940)
- Contrasts (1945)
- Live in New York (1956)